# Lignes de Victoria

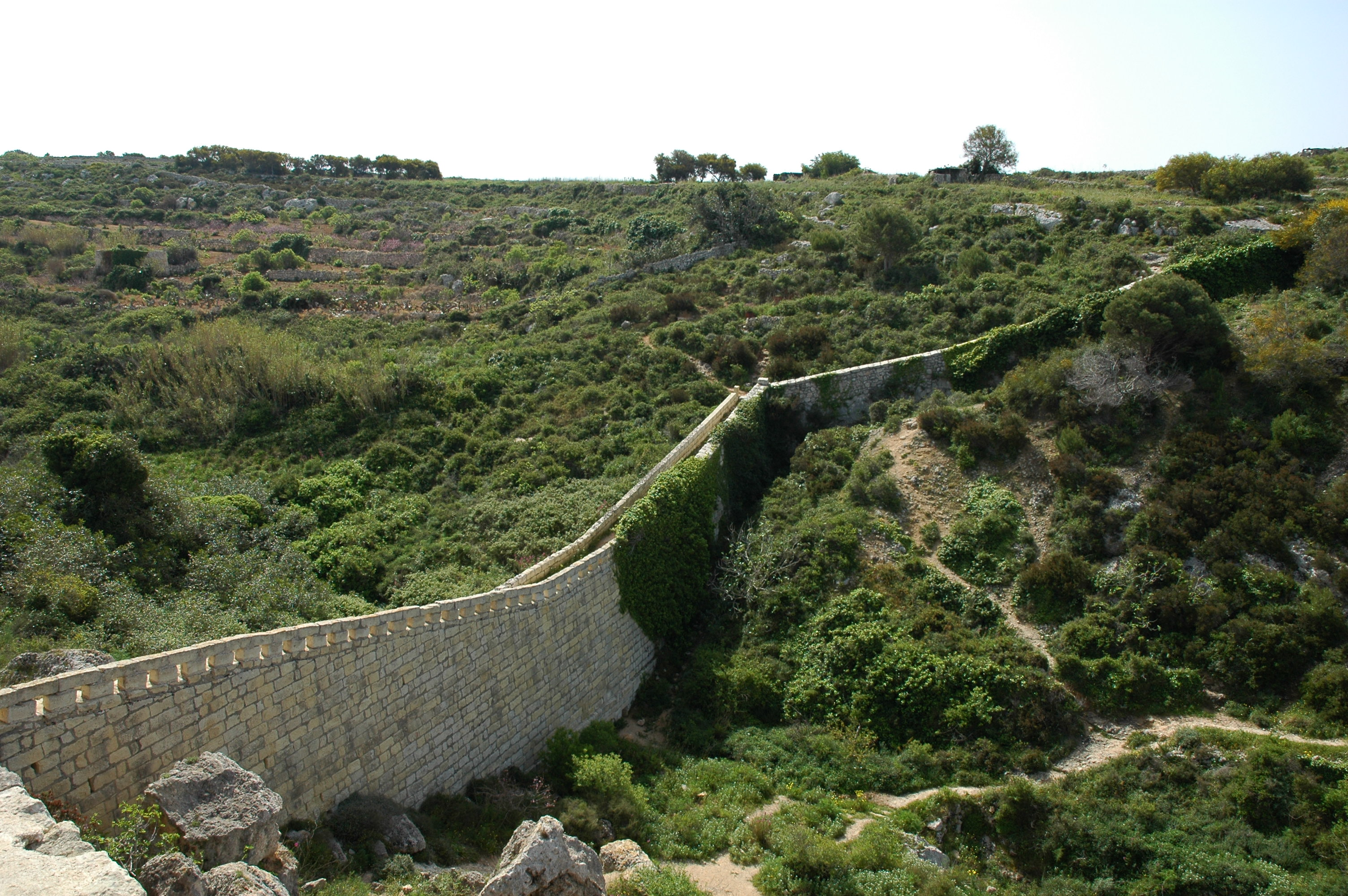
Fortifications des lignes de Victoria, à Malte

Les lignes de Victoria, à l'origine connues sous le nom de front nord-ouest et parfois officieusement appelées Grande Muraille de Malte sont un grand ensemble de fortifications flanquées de tours défensives et de forts, qui s'étend sur 12 kilomètres dans toute la largeur de l'île de Malte, en séparant le nord de l'île du sud plus peuplé.

## Situation

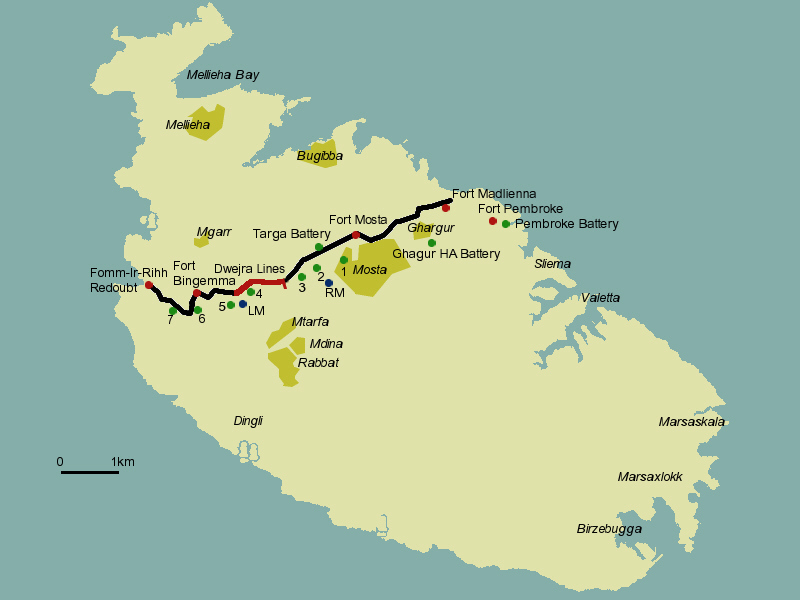
Les lignes de Victoria coupent l'île de Malte en deux.

Les lignes de Victoria sont construites le long d'une barrière géographique naturelle appelée grande faille, elles s’étendent de Madliena sur la côte est à Rabat sur la côte ouest, en passant par la ville de Mosta au centre de l'île et par Binġemma. Ce réseau complexe de fortifications linéaires connues sous le nom de lignes de Victoria coupant l'île en sa largeur au nord de l'ancienne capitale Mdina, est un monument unique de l'architecture militaire.

## Arrière-plan
Lors de leur construction par l'armée britannique à la fin du XIXe siècle, les lignes étaient prévues pour présenter une barrière physique à un débarquement de troupes au nord de Malte ayant l'intention d'attaquer les installations portuaires, d'une importance vitale pour le maintien de la flotte britannique en Méditerranée. Bien que n'ayant jamais servi au cours d'une bataille, ce système de défense, d'une longueur de 12 km combinant différents types de fortifications (forts, batteries, retranchements, murs, lignes d'infanterie, postes d'observation et emplacements de canons et obusiers) constitue un ensemble unique d'éléments d'architecture militaires typique de la stratégie de défense britannique dans la seconde moitié du XIXe siècle.
Les lignes de Victoria doivent leur origine à une combinaison d'événements internationaux et des réalités militaires de l'époque. L'ouverture du canal de Suez en 1869, a souligné l'importance stratégique de l'archipel Maltais.

## Débuts
En 1872, les aménagements défensifs de la côte avaient considérablement progressé, mais la question des défenses terrestres demeurait irrésolue. Bien que la ceinture de forts proposés par le Colonel Jervois en 1866 aurait considérablement amélioré la défense de la zone portuaire, de nouveaux facteurs rendaient ce plan particulièrement difficile à mettre en œuvre, notamment la création de villes satellites. Une autre proposition, mise en avant par le Colonel Mann RE, était d'établir des prendre position en avant de la zone de population.
La position choisie fut la crête commençant au nord de la vieille ville de Mdina, coupant transversalement l'île sur toute sa largeur, à une distance variant de 4 à 7 km de La Valette. Là, on pensait que quelques forts pourrait couper toute la partie ouest de l'île des bonnes baies et des installations pour l'atterrissage. En même temps, ce projet de ligne de forts gardait les ressources de la plus grande partie du pays et de l'eau du côté des défenseurs. Le terrain nécessaire à la construction des fortifications était plus cher que dans les environs de La Valette, mais le colonel Mann estima que le coût total de la terre et des travaux s'élèverait à 200 000 livres sterling, beaucoup moins que ceux qui auraient été nécessaires pour mettre en œuvre le plan de Jervois.
Cette nouvelle stratégie défensive cherchait à clore toute la région autour du Grand Port par plusieurs forts sur la ligne de la grande faille formant la limite nord-ouest, les falaises au sud formant une barrière naturelle inaccessible ; tandis que les côtes nord et est étaient déjà défendues par de nombreux forts côtiers. L'utilisation de la grande faille à des fins défensives n'était pas une idée originale, car l'Ordre de Saint-Jean l'avait déjà émise au début du XVIIIe siècle, quand ils avaient réalisé qu'ils ne disposaient pas des ressources humaines nécessaires pour défendre l'ensemble de l'île. L'Ordre avait construit quelques retranchements d'infanterie à des endroits stratégiques le long de la faille. Ces fortifications préexistantes étaient la ligne Falca (en) et la ligne San Pawl tat-Tarġa, à Naxxar. En fait, l'usage des escarpements naturels de la faille à des fins défensives remonte encore plus loin, comme le montre l'existence de la tour Nadur (en) à Bingemma (XVIIe siècle), la Torri Falca (XVIe siècle) et les vestiges d'une citadelle de l'âge du bronze qui avait probablement occupé le site de Fort Mosta (en).

## Les édifices

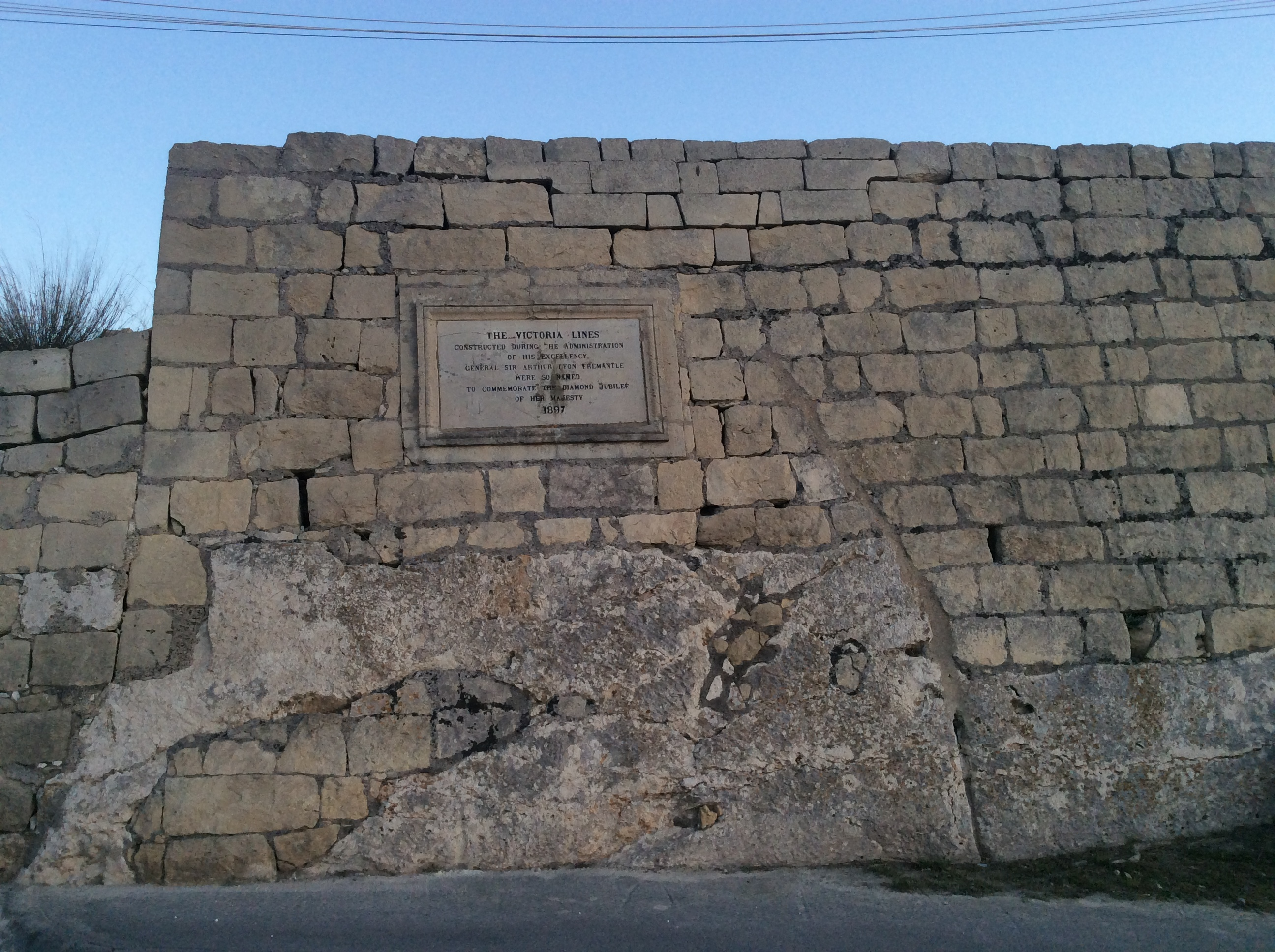
Plaque des lignes de Victoria

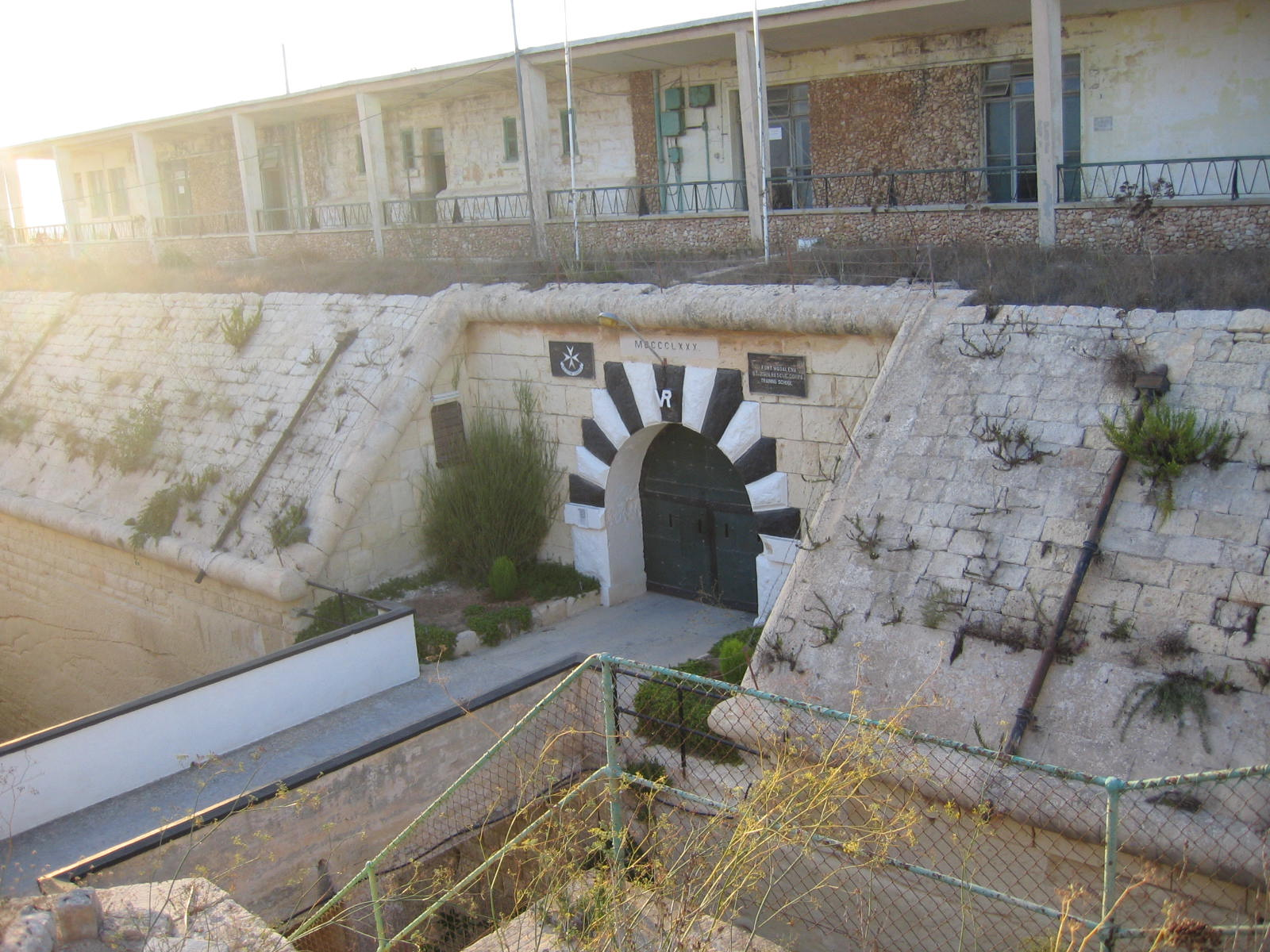
Fort Madliena

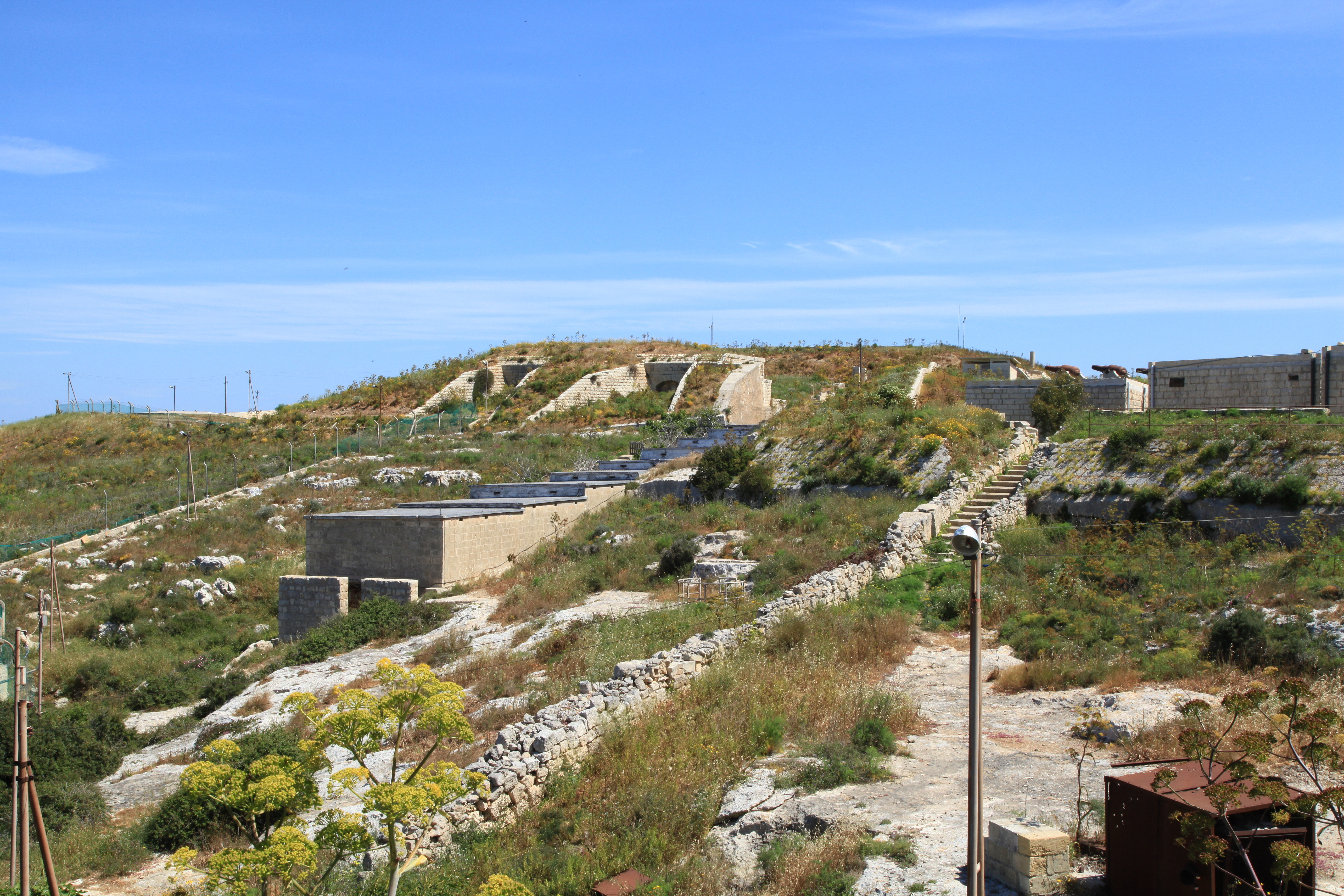
Fort Mosta

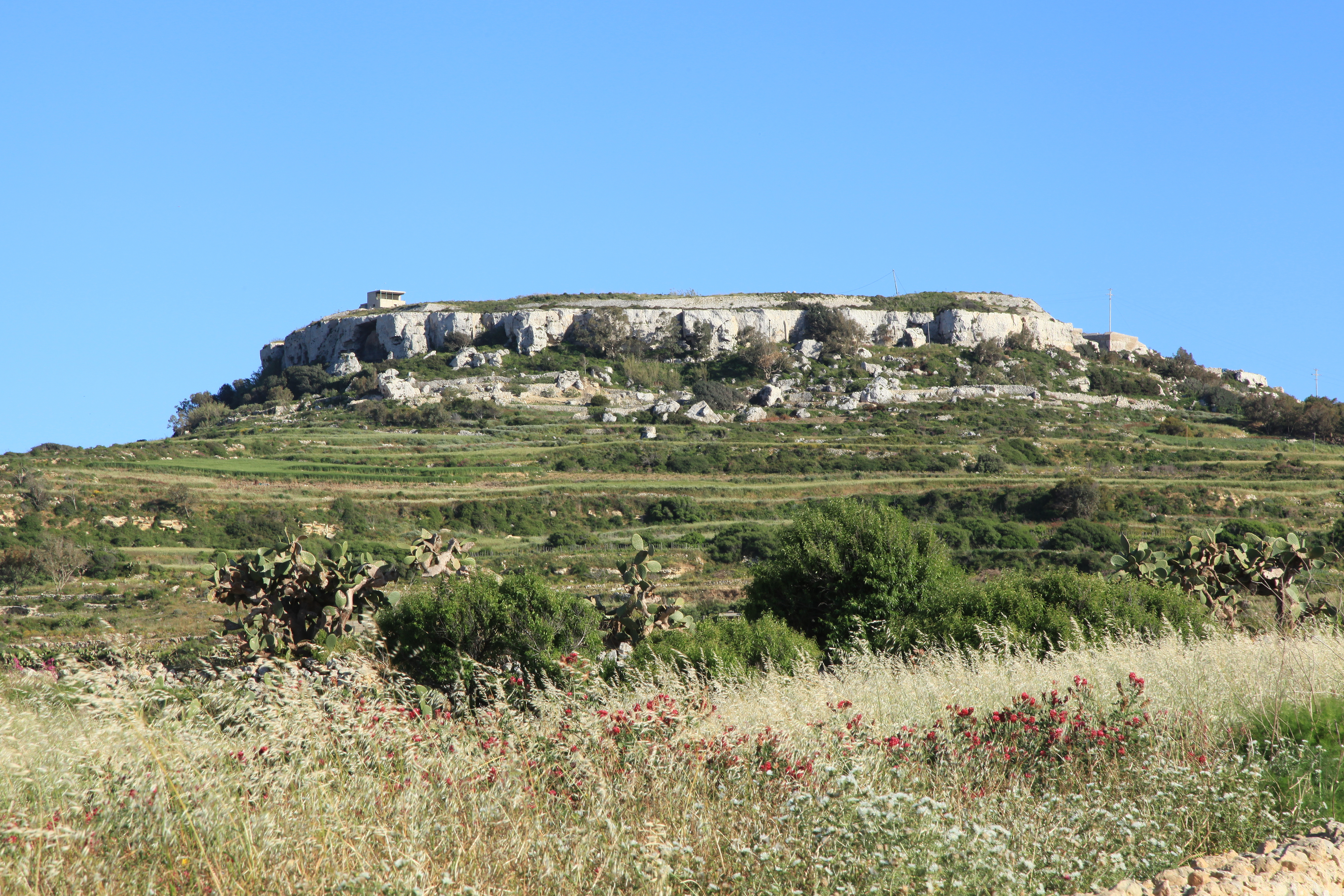
Fort Binġemma

En 1873, le comité de défense a approuva la stratégie défensive Adye et recommanda l'amélioration de la position déjà solide entre les collines de Bingemma et les hauteurs au-dessus de la baie Saint-George. Le travail sur ce qui était à l'origine appelé le front nord-ouest débutèrent en 1875, avec la construction d'une chaîne de forts et de batteries isolées, conçus pour accentuer l'escarpement. Trois forts devaient être construits le long de la position, à Bingemma, Madliena et Mosta (conçus pour couvrir respectivement les extrémités ouest, est et le centre). Le premier à être construit fut le fort Bingemma. En 1878, le travail n'avait pas encore commencé sur les deux autres et le retranchement de Dwerja ; toutes ces activités devaient être réalisées avec le budget de 200 000 Livres. Le général Simmons recommanda que les anciens retranchements des chevaliers de Tarġa et Naxxar soient restaurés et incorporés aux défenses. Il recommanda aussi que de bonnes voies de communication soient construites derrière les lignes, et que celles qui existaient déjà devaient être améliorées. L'enceinte fortifiée de Mdina, capitale originale de l'île était le point faible de ce système défensif.
Les forts de la ligne défensive ont été conçus avec un double rôle de défense terrestre et côtière, en particulier ceux aux extrémités. En raison de la topographie de la partie nord de l'île, il y restait des angles le long de la côte et des lieux d'approches maritimes qui ne pouvaient être à portée des canons des principaux forts. En conséquence, il fut décidé que de nouveaux travaux devaient être lancés entre les forts Mosta et Bingemma, permettant d'y placer des canons. Il a également été jugé souhaitable d'avoir de nouveaux emplacements pour canons construits sur la gauche du fort de Madliena et dans l'espace qui le sépare du fort de Pembroke. Le dernier fort fut construit sur le littoral oriental, en retrait du fort Madalena, afin de contrôler la partie abordable du littoral menant vers la Valette. On proposa de placer des batteries d'artillerie pour Tarġa, Għargħur et San Giovanni. Ces aménagements furent planifiés mais seulement une tourelle fut construite et armée à San Giovanni, tandis que les deux de Għargħur ne furent jamais réalisée ; celle de Tarġa fut construite mais n'a jamais été armée.

### Faiblesses et solutions
En 1888, la ligne des falaises formées par la grande faille géologique et les ouvrages construits le long à partir de fort Bingemma jusqu'à fort de Madalena constituait, dans les mots de Nicholson et Goodenough, "une position militaire d'une grande force". Les principaux défauts inhérents à la position défensive étaient les extrémités où le sol descendait vers le rivage, laissant de larges espaces via lesquels les forces ennemies pouvaient contourner l'ensemble des fortifications. L'extrémité occidentale était, à cet égard, particulièrement faible : il restait en effet un grand intervalle entre le fort Bingemma et la mer. Des manœuvres militaires organisées dans la région révélèrent qu'il était possible pour des troupes de débarquer dans la baie de Fomm ir-Riħ et de gagner l'arrière de la ligne fortifiée sans être détectées des fortifications existantes.
Pour contrer cette menace, on ordonna la construction de deux épaulements permettant l'accès rapide de troupes et de canons mobiles, ainsi que la construction de blockhaus, l'extension du mur pour fermer la profonde vallée au sud de fort Bingemma et le renforcement de la ligne de falaises en accentuant l'escarpement par endroits. Il a également été suggéré que les fermes de la région soient aménagées pour être défendables.
Des suggestions de reconstruction et de réutilisation des anciennes lignes de défenses hospitalières de ta' Falca (en) et de Naxxar émergèrent, car elles permettaient de protéger les abords de Naxxar, décrit comme une position de grande importance dans l'hypothèse d'un débarquement dans la baie de Saint-Paul.
Enfin, une grave lacune du front nord-ouest était l'absence d'une caserne de logements pour les troupes nécessaires à la défendre des lignes. Les lignes étaient réparties sur 12 kilomètres et les logements prévus dans les forts étaient largement insuffisants. Il fut donc décidé de construire de nouvelles casernes capable de loger un régiment, puis un bataillon complet d'infanterie, à l'arrière de la ligne de Dwerja, à Mtarfa. Bien que conçues à l'origine comme une série de forts indépendants, les fortifications du front nord-ouest se sont peu à peu rejointes par une ligne continue d'infanterie. L'ensemble du complexe, alors en voie d'achèvement, a été baptisé lignes de Victoria en commémoration du jubilé de diamant de la reine Victoria en 1897. Les longues lignes d'infanterie reliant les différents forts, parfois juste constituées d'un simple parapet en maçonnerie, furent achevées le 6 novembre 1899.

### Autres modifications
La ligne suit la crête de la faille, en prolongement de l'escarpement. La nature des fortifications varie grandement sur toute la longueur, mais fondamentalement se composait d'un sandwich de remblai entre deux murs de soutènement en pierre. Sa hauteur moyenne était d'environ cinq pieds (1,5 mètre). Les murs étaient souvent surmontés par des créneaux, dont peu ont survécu au temps. Dans certains endroits, le sol rocheux situé immédiatement derrière le parapet a été taillé à la main pour fournir un trottoir ou un chemin de ronde. Un certain nombre de vallées interrompaient la ligne naturelle de la faille ; il fallut à ces endroits procéder à des constructions élaborées en maçonnerie, comme on peut encore en observer à Wied il-Faħam près de fort Madalena, de Wied Anglu et de la fosse Bingemma. D'autres ponts, aujourd'hui démolis, existaient à la ravine de Mosta et Wied Filip.
Au cours de la dernière phase de leur développement, les lignes de Victoria ont été renforcées par un certain nombre de batteries et d'autres fortifications. Une redoute a été construite à l'extrémité occidentale du front, à Fomm ir-Riħ et elle fut équipée avec des mitrailleuses Maxim. En 1897, une batterie de grand angle a été construite derrière des lignes défensives à Għargħur et sept autres batteries d'obusiers, chacun composée de quatre emplacements de canons de campagne, ont été construites à proximité de l'arrière de la ligne défensive. Des projecteurs ont aussi été installés à l'il-Kunċizzjoni et Wied il-Faħam.

## Suite
Des exercices d'entraînement militaire organisés en mai 1900 ont révélé que les lignes de Victoria étaient d'une valeur défensive douteuse. À l'exception des forts côtiers, elles furent donc purement et simplement abandonnées dès 1907. Le fort Mosta (en) est encore utilisé comme dépôt de munitions, tandis que le fort Madliena est utilisé aujourd'hui par systèmes d'information et de communication des forces armées de Malte.
En 1998, le gouvernement de Malte a soumis les lignes de Victoria à l'UNESCO pour examen en tant que site du patrimoine mondial
De grandes parties des murs de fortification se sont effondrés, mais certaines parties dans les terres restent intacts aujourd'hui.